# Đuro Macut
Đuro Macut (Beograd, 22. studenog 1963.) srbijanski je liječnik, sveučilišni profesor i političar, predsjednik Vlade Republike Srbije od 16. travnja 2025.
Diplomirao je medicinu na Sveučilištu u Beogradu 1989. Magistrirao je 1995. i doktorirao 1999. Specijalizirao je internu medicinu 1995. i endokrinologiju 2002. Zaposlio se u Sveučilišnom kliničkom centru u Beogradu, gdje je obnašao dužnosti šefa odjela i zamjenika šefa klinike. Kao sveučilišni profesor povezan sa Sveučilištem u Beogradu, 2019. godine izabran je za redovnog profesora. Također je predavao na sveučilištima u Ateni i Skopju. Stručnjak je u području sindroma policističnih jajnika i član je odbora Europskog endokrinog društva.
U izbornoj kampanji 2023. godine podržao je koaliciju okupljenu oko Srpske napredne stranke predsjednika Aleksandra Vučića. U siječnju 2025. održao je govor na skupu „Pokreta za narod i državu”, koji je trebao biti nestranačka inicijativa predsjednika. Također je postao član inicijativnog vijeća ove organizacije. Početkom travnja te godine Aleksandar Vučić imenovao ga je novim premijerom. Dana 16. travnja 2025. Narodna skupština Republike Srbije izglasala je povjerenje njegovom kabinetu. Đuro Macut i njegovi ministri prisegnuli su istog dana.
Oženjen je i ima jedno dijete.